# Puchar Świata w kombinacji norweskiej 2012/2013
Sezon 2012/2013 Pucharu Świata w kombinacji norweskiej rozpoczął się 24 listopada 2012 w norweskim Lillehammer, zaś ostatnie zawody z tego cyklu odbyły się 16 marca 2013 w norweskim Oslo. 16 konkursów tego cyklu zostało rozegranych metodą Gundersena. Odbyły się również 2 konkursy drużynowe, 4 sprinty drużynowe oraz 2 konkursy "Penalty Race". Finałowe zawody w Oslo składały się z dwóch serii skoków i biegu na 15 km. Kraje, w których odbyły się konkursy PŚ to Norwegia, Finlandia, Austria, Niemcy, Francja, Rosja oraz Kazachstan (zawody w Turcji odwołano jeszcze przed początkiem PŚ).

## Kalendarz i wyniki
| Lp  | Data                     | Miejscowość   | Konkurencja                                                                | 1. miejsce                                                                 | 2. miejsce                                                                         | 3. miejsce                                                                      |
| --- | ------------------------ | ------------- | -------------------------------------------------------------------------- | -------------------------------------------------------------------------- | ---------------------------------------------------------------------------------- | ------------------------------------------------------------------------------- |
| 1.  | 24 listopada 2012        | Lillehammer   | HS106/10 km                                                                | Magnus Moan                                                                | Jason Lamy Chappuis                                                                | Bernhard Gruber                                                                 |
| 2.  | 25 listopada 2012        | Lillehammer   | HS138/Penalty Race                                                         | Magnus Moan                                                                | Håvard Klemetsen                                                                   | Eric Frenzel                                                                    |
| 3.  | 1 grudnia 2012           | Ruka          | HS142/10 km                                                                | Jason Lamy Chappuis                                                        | Magnus Krog                                                                        | Sébastien Lacroix                                                               |
| 4.  | 2 grudnia 2012           | Ruka          | HS142/2x7,5 km                                                             | Austria I Bernhard Gruber · Mario Stecher                                  | Norwegia II Mikko Kokslien · Håvard Klemetsen                                      | Francja I Sébastien Lacroix · Jason Lamy Chappuis                               |
| 5.  | 8 grudnia 2012           | Erzurum       | HS140/10 km                                                                | Zawody odwołane                                                            | Zawody odwołane                                                                    | Zawody odwołane                                                                 |
| 6.  | 9 grudnia 2012           | Erzurum       | HS140/10 km                                                                | Zawody odwołane                                                            | Zawody odwołane                                                                    | Zawody odwołane                                                                 |
| 7.  | 15 grudnia 2012          | Ramsau        | HS98/10 km                                                                 | Magnus Moan                                                                | Mikko Kokslien                                                                     | Fabian Rießle                                                                   |
| 8.  | 16 grudnia 2012          | Ramsau        | HS98/10 km                                                                 | Mikko Kokslien                                                             | Jason Lamy Chappuis                                                                | Mario Stecher                                                                   |
| 9.  | 5 stycznia 2013          | Schonach      | HS106/4x5 km                                                               | Norwegia Håvard Klemetsen · Magnus Moan · Mikko Kokslien · Jørgen Gråbak   | Niemcy Johannes Rydzek · Björn Kircheisen · Eric Frenzel · Tino Edelmann           | Stany Zjednoczone Bryan Fletcher · Taylor Fletcher · Todd Lodwick · Bill Demong |
| 10. | 6 stycznia 2013          | Schonach      | HS106/10 km                                                                | Jason Lamy Chappuis                                                        | Akito Watabe                                                                       | Magnus Moan                                                                     |
| 11. | 12 stycznia 2013         | Chaux-Neuve   | HS118/10 km                                                                | Tino Edelmann                                                              | Bernhard Gruber                                                                    | Akito Watabe                                                                    |
| 12. | 13 stycznia 2013         | Chaux-Neuve   | HS118/2x7,5 km                                                             | Niemcy I Eric Frenzel · Tino Edelmann                                      | Norwegia I Magnus Moan · Jørgen Gråbak                                             | Francja I Sébastien Lacroix · Jason Lamy Chappuis                               |
| 13. | 19 stycznia 2013         | Seefeld       | HS109/10 km                                                                | Eric Frenzel                                                               | Magnus Moan                                                                        | Tino Edelmann                                                                   |
| 14. | 20 stycznia 2013         | Seefeld       | HS109/10 km                                                                | Eric Frenzel                                                               | Mikko Kokslien                                                                     | Taylor Fletcher                                                                 |
| 15. | 26 stycznia 2013         | Klingenthal   | HS140/10 km                                                                | Eric Frenzel                                                               | Tino Edelmann                                                                      | Wilhelm Denifl                                                                  |
| 16. | 27 stycznia 2013         | Klingenthal   | HS140/Penalty Race                                                         | Eric Frenzel                                                               | Tino Edelmann                                                                      | Johannes Rydzek                                                                 |
| 17. | 2 lutego 2013            | Soczi         | HS140/10 km                                                                | Bernhard Gruber                                                            | Eric Frenzel                                                                       | Wilhelm Denifl                                                                  |
| 18. | 3 lutego 2013            | Soczi         | HS140/4x5 km                                                               | Niemcy Johannes Rydzek · Björn Kircheisen · Eric Frenzel · Manuel Faißt    | Francja Sébastien Lacroix · François Braud · Maxime Laheurte · Jason Lamy Chappuis | Austria Bernhard Gruber · Tomaz Druml · Lukas Klapfer · Wilhelm Denifl          |
| 19. | 9 lutego 2013            | Ałmaty        | HS140/10 km                                                                | Björn Kircheisen                                                           | Akito Watabe                                                                       | Christoph Bieler                                                                |
| 20. | 10 lutego 2013           | Ałmaty        | HS140/10 km                                                                | Christoph Bieler                                                           | Akito Watabe                                                                       | Miroslav Dvořák                                                                 |
| MŚ  | 20 lutego - 3 marca 2013 | Val di Fiemme | Kombinacja norweska na Mistrzostwach Świata w Narciarstwie Klasycznym 2013 | Kombinacja norweska na Mistrzostwach Świata w Narciarstwie Klasycznym 2013 | Kombinacja norweska na Mistrzostwach Świata w Narciarstwie Klasycznym 2013         | Kombinacja norweska na Mistrzostwach Świata w Narciarstwie Klasycznym 2013      |
| 21. | 8 marca 2013             | Lahti         | HS130/10 km                                                                | Eric Frenzel                                                               | Akito Watabe                                                                       | Taihei Kato                                                                     |
| 22. | 9 marca 2013             | Lahti         | HS130/2x7,5 km                                                             | Niemcy I Johannes Rydzek · Eric Frenzel                                    | Niemcy II Tino Edelmann · Manuel Faißt                                             | Norwegia I Mikko Kokslien · Håvard Klemetsen                                    |
| 23. | 15 marca 2013            | Oslo          | HS134/10 km                                                                | Eric Frenzel                                                               | Akito Watabe                                                                       | Yoshito Watabe                                                                  |
| 24. | 16 marca 2013            | Oslo          | HS134/15 km                                                                | Jason Lamy Chappuis                                                        | Eric Frenzel                                                                       | Wilhelm Denifl                                                                  |

## Klasyfikacje
Stan na 16 marca 2013
| Lp. | Zawodnik            | Punkty |
| --- | ------------------- | ------ |
| 1.  | Eric Frenzel        | 1034   |
| 2.  | Jason Lamy Chappuis | 818    |
| 3.  | Akito Watabe        | 721    |
| 4.  | Bernhard Gruber     | 619    |
| 5.  | Magnus Moan         | 592    |
| 6.  | Tino Edelmann       | 523    |
| 7.  | Mikko Kokslien      | 454    |
| 8.  | Wilhelm Denifl      | 418    |
| 9.  | Johannes Rydzek     | 407    |
| 10. | Sébastien Lacroix   | 403    |

| Lp. | Zawodnik          | Punkty |
| --- | ----------------- | ------ |
| 1.  | Niemcy            | 4105   |
| 2.  | Norwegia          | 3178   |
| 3.  | Austria           | 2932   |
| 4.  | Francja           | 2460   |
| 5.  | Japonia           | 2236   |
| 6.  | Stany Zjednoczone | 1287   |
| 7.  | Czechy            | 1043   |
| 8.  | Słowenia          | 578    |
| 9.  | Finlandia         | 226    |
| 10. | Włochy            | 208    |

## Starty Polaków
| Zawodnik          | Lillehammer 24.12 | Lillehammer 25.12 | Ruka 1.12 | Ramsau 15.12 | Ramsau 16.12 | Schonach 6.01 | Chaux-Neuve 12.01 | Seefeld 19.01 | Seefeld 20.01 | Klingenthal 26.01 | Klingenthal 27.01 | Soczi 2.02 | Ałmaty 9.02 | Ałmaty 10.02 | Val di Fiemme MŚ 22.02 | Val di Fiemme MŚ 28.02 | Lahti 8.03 | Oslo 15.03 | Oslo 16.03 |
| Tomasz Pochwała   | -                 | -                 | -         | 42           | dns          | -             | -                 | -             | -             | 42                | -                 | -          | -           | -            | -                      | -                      | -          | -          | -          |
| Andrzej Gąsienica | -                 | -                 | -         | -            | -            | -             | -                 | -             | -             | -                 | -                 | -          | -           | -            | -                      | -                      | -          | 46         | -          |